# 法蒂赫卡拉古拉克體育會
法蒂赫卡拉古拉克體育會（Fatih Karagümrük S.K.）是一支位於土耳其法蒂赫的職業足球會，目前於土耳其足球超级联赛角逐。

## 外部連結
- Official website （页面存档备份，存于）
- Fatih Karagümrük on TFF.org （页面存档备份，存于）